# 戴玉明
戴玉明（1945年—），籍貫廣東新會，香港兒童文學作家及香港兒童文藝協會理事。

## 生平
戴玉明的中學生活在培僑中學渡過，1962年畢業即就讀暨南大學中文系，1967年畢業，以後八年她在新疆烏魯木齊從事教育事業，1976年回港。
戴玉明在1978年為培育繪畫人才成立「尕尕畫室」，亦曾擔任香港基督教服務處白普理中心的美術工作、兒童月刊《智慧寶庫》主編及亞洲電視新聞部普通話配音。

## 作品
- 故事：
  - 《小猴子照鏡》
  - 《神勇鷯哥》
- 歌劇：
  - 《合作最重要》——收錄在兒童卡式百科全集《小宇宙》第一集《奇妙的人體》
  - 《森林的舞會》——收錄在兒童卡式百科全集《小宇宙》第二集《奇妙的動物》
  - 《小樹苗》
- 廣播劇：
  - 《南極半夜遊》——與李樂詩合作
  - 《鏡中歷險記》
  - 《飛越白日夢》
- 話劇：
  - 《太空歷險記》
  - 《霸位新一族》